# 道化セバスティアン・デ・モーラ
『道化セバスティアン・デ・モーラ』（どうけセバスティアン・デ・モーラ、西: El bufón el Primo、英: Portrait of Sebastián de Morra）は、バロック絵画の巨匠ディエゴ・ベラスケスが1644年ごろ、キャンバス上に油彩で制作した絵画である。現在、マドリードのプラド美術館に所蔵されている。フェリペ4世の宮廷にいた小人の道化セバスティアン・デ・モーラを表している。モーラの生涯についてはあまり記録に残されていないが、1643年、フェリペ4世によりフランドルからスペインに召喚され、彼は1649年に死去するまでの6年間宮廷に仕えた。
ベラスケスが宮廷画家になって初めて、以前の絵画に比べて小人たちが温かく、自然主義的な様式で描かれるようになった。モーラは鑑賞者をまっすぐに見つめ、じっと座ったまま何ら手の仕草もしていない。そのため、ある批評家は、この絵画がモーラや他の小人に対する宮廷の扱いに対する非難を表したものであると提唱した。彼はベラスケスが描いた道化の中で最も威圧的であり、鋭く挑戦的な中にも哀愁のある眼差しが印象的である。なお、最近、発見されたモーラに関する目録と文書により、彼はまた「エル・プリーモ」として知られた人物であったことが明らかになった (「エル・プリーモ」は、1644年にフェリペ4世のアラゴン遠征でフラガに同行した人物であるが、モーラと「エル・プリーモ」を同じ人物とはみなさない見解もある)。

## 背景
近代ヨーロッパにおいては、ほとんどの宮廷や貴族の邸宅に「楽しみを与える人々」(ヘンテス・デ・プラセール、西: Gentes de placer) と呼ばれる職業の人々が存在した。道化や短身、狂人、奇形などの人々で、スペインにおいてはカトリック両王の時代から18世紀初頭まで王族や貴族のそばに仕えていた。資料によると、16世紀後半からの約150年で123名のそうした人々がマドリードの宮廷内にいたとあり、ベラスケスが王付き画家として宮廷にいた40年たらずの間にも50人以上を数えた。
その悲惨な境遇のために一般社会からは締め出されていた彼らは、宮廷ではペットのように扱われたものの、衣服、靴、食事、宿泊所、小遣いを与えられ、家族同様にも遇されていた。王侯・貴族は彼らの狂言、狂態、身体、愚純を笑って暗澹たる生活の慰安を見出したのである。彼らだけは、礼儀作法を無視して公・私両面で王族と自由に付き合えた人物であり、聖・俗という宮廷二極構造の俗を代表していた存在である。スペインではアントニス・モル、フアン・サンチェス・コターン、フアン・バン・デル・アメンといった画家たちが彼らの姿を描いているが、彼らをもっとも好んで描き、制作した絵画の点数も多い画家はベラスケスである。それらの作品が制作された時期は画家が第1回目のイタリア旅行から帰国してからである。

### 宮廷の小人

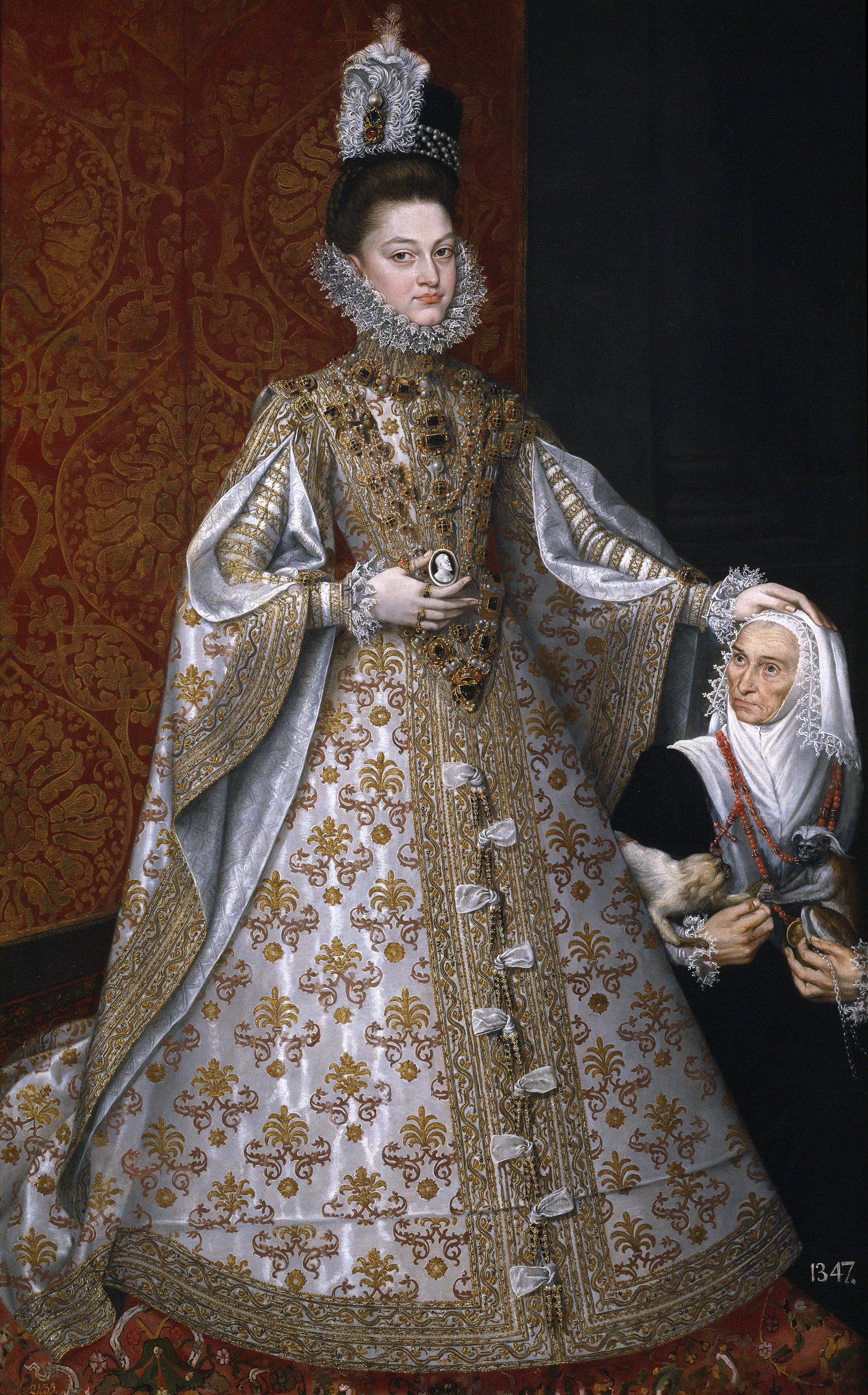
アロンソ・サンチェス・コエリョ『王女イサベル・クララ・エウへニアとマグダレーナ・ルイス』 (1585-1588年)、プラド美術館

サバンディハ (sabandija＝小さなヘビ) としても知られた宮廷道化の小人は、早くも中世から宮廷に雇用されていた。生来の奇形の身体、または出生時に意図的に奇形とされた身体の宮廷道化は、王家の奴隷となった。彼らは慰み者とみなされたので、もはや象徴的な人物としてではなく、リアルに描かれるようになった。彼らは宮廷生活において非常に目立つ存在であったため、多くの人物の描かれた絵画にも登場した。ベラスケス以前のスペインの宮廷画家たちは、小人を冷たく、無頓着に描いたが、それは彼らがペットとして見られていたからである。小人はまた非常な硬さで描かれ、彼らへの蔑視もその肖像画に見ることができる。
宮廷の小人は、彼らの主人の要請で召喚される従順な所有物として絵画に描かれ、通常、アロンソ・サンチェス・コエリョの『王女イサベル・クララ・エウへニアとマグダレーナ・ルイス』 (プラド美術館) のように、彼らの頭部に主人たちが手を置く姿で表された。小人たちは、地位的に動物たちより1段階高いだけの存在として見られ、しばしば何らかの動物を抱いた姿で主人たちとともに描かれた。しかしながら、芸術的、または文学的才能のある小人たちは動物たちと一緒の訓練や遊興からは免除された。なお、小人たちは15世紀から18世紀までの絵画にしばしば描かれたが、その後、ほとんど描かれなくなった。
美術史家のエンリケタ・ハリス (Enriqueta Harris) は、ベラスケスの小人たちの絵画は、彼が描いた古典的な絵画とは同じ空間を共有していないと述べた。しかし、ベラスケスの小人の肖像画に関する批評の著者キャサリン・クロゼット＝クレイン (Catherine Closet-Crane) は、小人の肖像画は実際に他のベラスケスの肖像画とともに見られること意図したものであると述べている。彼女は、ベラスケスの小人の肖像画はデモクリトスやヘラクレイトスを描いたルーベンスのいくつかの肖像画といっしょに見ることさえできると主張している。

### ドン・セバスティアン・デ・モーラ
1643年、フェリペ4世は、弟の親王フェルナンド・デ・アウストリアがフランドルで没した後、彼に仕えていたセバスティアン・デ・モーラを得た。その後、モーラは皇太子バルタサール・カルロス・デ・アウストリアに与えられ、1646年の皇太子の死まで仕えた。モーラの仕事は、ユーモアで皇太子を楽しませることであった。1649年10月、モーラは6年の宮仕えの後に死去した。本作と『フラガのフェリペ4世の肖像』 (フリック・コレクション、ニューヨーク) の描かれたキャンバスの分析により、両作品が同じ1枚の布から制作されたことが明らかになった。それにより、本作がフラガで『フラガのフェリペ4世の肖像』とともに描かれたことが判明したのである。

## 視覚的分析

### 構図と様式
写実的な様式で非常な細部を捉えることで名高いベラスケスは、『道化セバスティアン・デ・モーラ』で彼のそうした特質を示している。モーラを正面から描くことで、ベラスケスはモーラが自身の身体的性質と障害を明らかに嫌悪していることを強調している。モーラは、何の事物も見えない無地の暗色の背景に置かれている。ベラスケスの作品としては例外的に、衣服の赤色とその補色の緑色の鮮やかな対比が印象的である。
絵画の形状はキャンバスに痕が記されているように、本来、長方形ではなく楕円形であった。四辺の欠如もまた、絵画が楕円形の枠に合うように意図されたことの証左である。1734年に、本作が所蔵されていたマドリードの旧王宮 (Real Alcazar) が火事で失われた。絵画は、それ以上火事で損傷されないように不均衡に切断されたのかもしれない。絵画中に描かれていた壁自体も、特定されていない火事で焦げてしまったと考えられている。 
背景が欠如していることにより、モーラが外界と普通の社会生活から疎外されていることが打ち出される。モーラの顔の右側は、頭部の傾きにと左側に光が当たっていることにより影の中にある。光の照明により、人物像が地面にしっかり固定されているが、この光がなければ、彼は暗色の空間に浮遊して見えたことであろう 。モーラのの衣服の白いカラーとカフスは高価なレースの素材でできており、そのために鑑賞者は彼の手と顔に綿密な注意を向けることになる。人物の纏う金色で縁取りされた赤色のケープも、鑑賞者の視線を彼の顔に導く。モーラのケープとカラーは、『フラガのフェリペ4世』が纏う軍服に類似した外見を持っている。モーラの両手は身体の前にあるが、ベラスケスは指をまったく描いていない。

### 画家の個人的見解
ディエゴ・ベラスケスの慎み深さは彼の最も知られている特質の1つで、それは彼の小人や愚人を描いた肖像画によく示されている。一般的なスペイン人の批評とは対照的に、ベラスケスは単に醜さを捉えるためではなく、真実を描くことに美を見出したために彼らを描いたのである。単なる奇形の慰み者として描写する代わりに、ベラスケスは時に小人たちを他の宮廷人を上回る人間性とともに表現した。彼は王宮で雇用されていた歳月を経た後、宮廷道化に対する自身の同情を肖像画の中で表しただけでなく、彼らが人間として少しも劣らない存在であることを示すために王家の人々と同じ人間性を持つ存在として描いたのである。しかし、ベラスケスが宮廷の奇形の人々や小人を自然主義的に慈悲深く描いたことは、彼が宮廷画家として彼らの状況に共感を持っていたことを強く示唆する一方で、彼の見解はいかなる記録文書の中にも一度もはっきりと記述されていない。ベラスケスは、彼らが宮廷の奴隷としてどう感じ、他者にどう見えていたか描くことを自身の役割としたのである。宮廷道化を通常よりも近接に描いた作品は、ベラスケスが彼らの冗談やユーモアを称賛した結果であると結論づけられる。

## 人物特定の問題

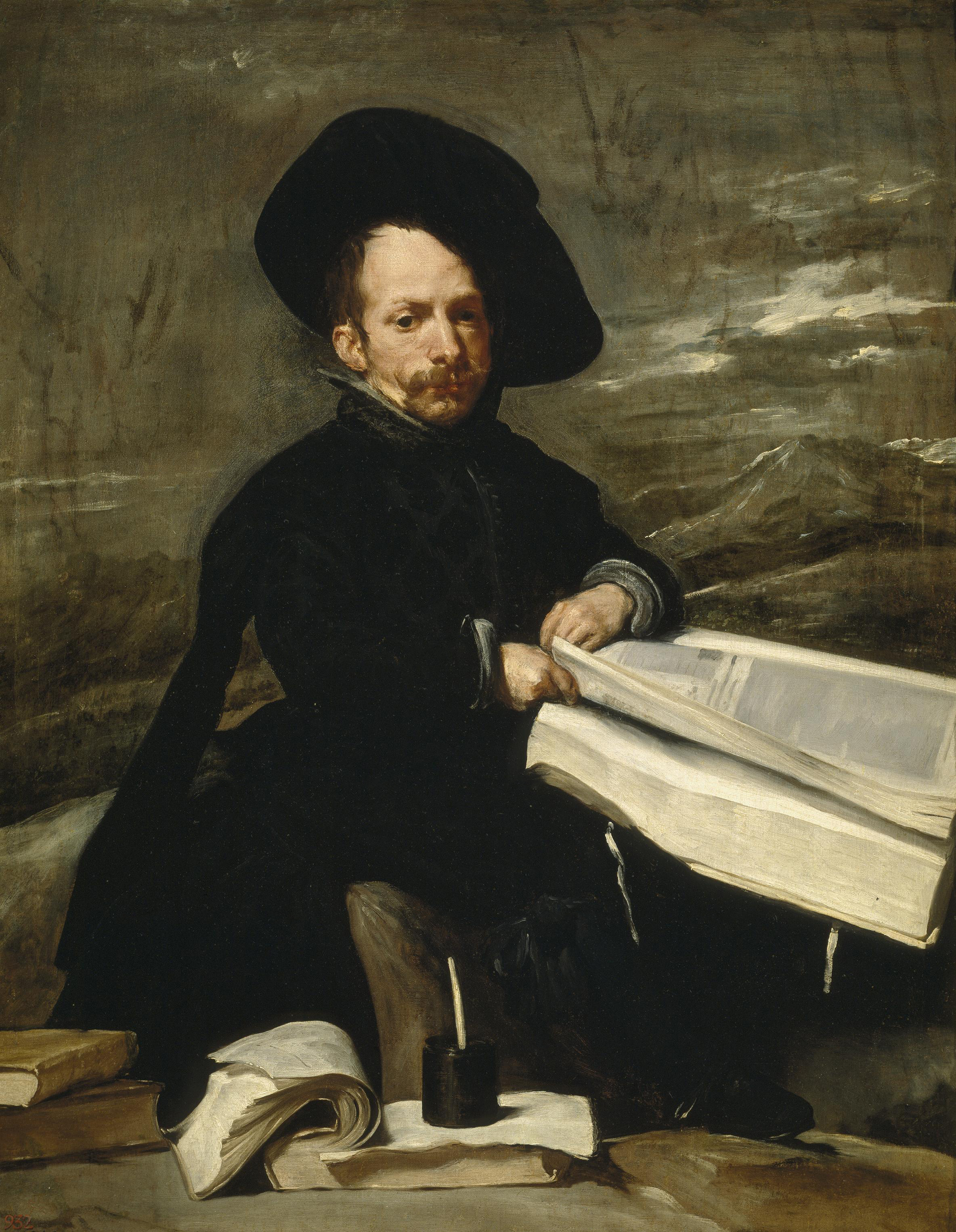
ディエゴ・ベラスケス『道化ディエゴ・デ・アセド』(1640年ごろ)、プラド美術館

『道化セバスティアン・デ・モーラ』は、実際には「エル・プリーモ」として知られる別の道化の肖像であるという主張もなされてきた。 王宮文書中の請求書には、フラガで描かれた小人が「エル・プリーモ」という名であったと記述している。「エル・プリーモ」は以前、別の小人である『道化ディエゴ・デ・アセド』 (プラド美術館) として知られていた。「エル・プリーモ」は、1872年に初めてペドロ・デ・マドラーソ (Pedro de Madrazo) の目録で『ディエゴ・デ・アセド』の人物として特定された。 それ以前の「エル・プリーモ」の肖像には名前が付けられておらず、マドラーソは、フェリペ4世が受け取った類似する服装の人物の肖像画に関する記述を『道化ディエゴ・デ・アセド』と組み合わせたのである。
問題は、他の目録もまた『セバスティアン・デ・モーラ』を「エル・プリーモ」として特定していたことであった。1952年に、ホセ・マヌエル・ピータ (José Manuel Pita) は、マドリードのカルピオ (Carpio) 侯爵の1692年の目録を刊行したが、この目録には「エル・プリーモ」と呼ばれる『セバスティアン・デ・モーラ』に関する詳しい記述がなされていた。1692年の後の同目録も、「エル・プリーモ」という名称を『セバスティアン・デ・モーラ』に与えていた。「エル・プリーモ」について知られていたことは、彼が道化でオリバーレス伯公爵ガスパール・デ・グスマンに仕えていたことである。ディエゴ・デ・アセドは宮廷に仕えた今日の公務員にあたる人物で道化ではなかったので、ディエゴ・デ・アセドと「エル・プリーモ」は同一人物ではないという結論がくだされた。相反する複数の文書と目録が存在するため、この人物特定の問題を完全に解決することは不可能である。